# Luobugu
Luobugu är en köping i Kina. Den ligger i provinsen Yunnan, i den sydvästra delen av landet, omkring 200 kilometer nordost om provinshuvudstaden Kunming.
Genomsnittlig årsnederbörd är 971 millimeter. Den regnigaste månaden är juli, med i genomsnitt 209 mm nederbörd, och den torraste är januari, med 8 mm nederbörd.